# Sisotiya
Sisotiya – gaun wikas samiti w środkowej części Nepalu  w strefie Dźanakpur w dystrykcie Sarlahi. Według nepalskiego spisu powszechnego z 2001 roku liczył on 1427 gospodarstw domowych i 8377 mieszkańców (3985 kobiet i 4392 mężczyzn).